# سفارة جنوب إفريقيا في مصر
سفارة جنوب أفريقيا لدى مصر هي الممثلية الدبلوماسية العليا لدولة جنوب أفريقيا لدى جمهورية مصر العربية. معادي السرايات الغربية، قسم المعادي، محافظة القاهرة، 

## السفارة
معادي السرايات الغربية، قسم المعادي، محافظة القاهرة ·

## اقرأ أيضا
- قائمة البعثات الديبلوماسية في مصر
- وزارة الخارجية المصرية
- قائمة رحلات عبد الفتاح السيسي الخارجية في الفترة الرئاسية الأولى
- قائمة رحلات عبد الفتاح السيسي الخارجية في الفترة الرئاسية الثانية
- قائمة رحلات عدلي منصور الرئاسية الخارجية